# Lijst van voetbalinterlands Burkina Faso - Niger (vrouwen)
Deze lijst van voetbalinterlands is een overzicht van alle officiële voetbalinterlands tussen de nationale vrouwenteams van Burkina Faso en Niger. De landen hebben tot nu toe zes keer tegen elkaar gespeeld.

## Wedstrijden
| № | Plaats      | Datum            | Competitie                        | Wedstrijd            | Uitslag |
| - | ----------- | ---------------- | --------------------------------- | -------------------- | ------- |
| 1 | Ouagadougou | 2 september 2007 | Tournoi de Cinq Nations 2007      | Burkina Faso − Niger | 10 − 0  |
| 2 | Ouagadougou | 6 september 2007 | Tournoi de Cinq Nations 2007      | Niger − Burkina Faso | 0 − 5   |
| 3 | Abidjan     | 14 februari 2018 | West-Afrikaans kampioenschap 2018 | Burkina Faso − Niger | 5 − 1   |
| 4 | Abidjan     | 14 mei 2019      | West-Afrikaans kampioenschap 2019 | Burkina Faso − Niger | 5 − 0   |
| 5 | Niamey      | 14 december 2024 | Vriendschappelijk                 | Niger − Burkina Faso | 1 − 3   |
| 6 | Niamey      | 16 december 2024 | Vriendschappelijk                 | Niger − Burkina Faso | 0 − 3   |

## Samenvatting
| Competitie                   | Totaal gespeeld | Winst Burkina Faso | Gelijk | Winst Niger | Doelsaldo Burkina Faso – Niger |
| ---------------------------- | --------------- | ------------------ | ------ | ----------- | ------------------------------ |
| West-Afrikaans kampioenschap | 2               | 2                  | 0      | 0           | 10 − 1                         |
| Tournoi de Cinq Nations      | 2               | 2                  | 0      | 0           | 15 − 0                         |
| Vriendschappelijk            | 2               | 2                  | 0      | 0           | 6 − 1                          |
| Totaal                       | 6               | 6                  | 0      | 0           | 31 − 2                         |